# Meridià 133 a l'oest
El meridià 133 a l'oest de Greenwich és una línia de longitud que s'estén des del pol Nord travessant l'oceà Àrtic, Amèrica del Nord, el Golf de Mèxic, l'oceà Pacífic, l'oceà Antàrtic, i l'Antàrtida fins al pol Sud.
El meridià 133 a l'oest forma un cercle màxim amb el meridià 47 a l'est. Com tots els altres meridians, la seva longitud correspon a una semicircumferència terrestre, uns 20.003,932 km. Al nivell de l'Equador, és a una distància del meridià de Greenwich de 14.805 km.

## De Pol a Pol
Començant en el pol Nord i dirigint-se cap al pol Sud, aquest meridià travessa:
| Coordenades                               | País, territori o mar | Notes |
| ----------------------------------------- | --------------------- | --- |
| 90° 0′ N, 133° 0′ O / 90.000°N,133.000°O  | Oceà Àrtic            | |
| 74° 50′ N, 133° 0′ O / 74.833°N,133.000°O | Mar de Beaufort       | |
| 69° 36′ N, 133° 0′ O / 69.600°N,133.000°O | Canadà                | Territoris del Nord-oest Yukon— des de 66° 1′ N, 133° 0′ O / 66.017°N,133.000°O Colúmbia Britànica — des de 60° 0′ N, 133° 0′ O / 60.000°N,133.000°O |
| 57° 57′ N, 133° 0′ O / 57.950°N,133.000°O | Estats Units          | Alaska — Sud-est d'Alaska (continent), illa Kupreanof, illa Woewodski, illa Zarembo, illa Thorne, Illa del Príncep de Gal·les i illa Dall            |
| 54° 50′ N, 133° 0′ O / 54.833°N,133.000°O | Oceà Pacífic          | |
| 54° 15′ N, 133° 0′ O / 54.250°N,133.000°O | Canadà                | Colúmbia Britànica — illa de Langara, illa de Graham i illa Hippa                                                                                    |
| 52° 40′ N, 133° 0′ O / 52.667°N,133.000°O | Oceà Pacífic          | |
| 60° 0′ S, 133° 0′ O / 60.000°S,133.000°O  | Oceà Antàrtic         | |
| 74° 24′ S, 133° 0′ O / 74.400°S,133.000°O | Antàrtida             | Territori no reclamat |